# Afrixalus
Afrixalus – rodzaj płazów bezogonowych z podrodziny Hyperoliinae w obrębie rodziny sitówkowatych (Hyperoliidae).

## Zasięg występowania
Rodzaj obejmuje gatunki występujące w lasach, buszu i sawannach Czarnej Afryki.

## Systematyka
Rodzaj zdefiniował w 1944 roku belgijski herpetolog Raymond Ferdinand Laurent w artykule poświęconym osteologii i systematyce afrykańskich nogolotko-podobnych, opublikowanym w czasopiśmie Revue de Zoologie et de Botanique Africaines. Gatunkiem typowym jest (oryginalne oznaczenie) klejarka brązowo-biała (A. fornasini).

### Etymologia
- Afrixalus: łac. Afer, Afra ‘afrykański, Afrykańczyk’, od Africa ‘Afryka’[4]; gr. ιξαλος ixalos ‘skaczący, zwinny’[5].
- Laurentixalus: Raymond Ferdinand Laurent (1917–2005), belgijski herpetolog; ιξαλος ixalos ‘skaczący, zwinny’[2]. Gatunek typowy (oryginalne oznaczenie): Megalixalus laevis Ahl, 1930.

### Podział systematyczny
Do rodzaju należą następujące gatunki:

- Afrixalus aureus Pickersgill, 1984
- Afrixalus brachycnemis (Boulenger, 1896)
- Afrixalus clarkei Largen, 1974
- Afrixalus crotalus Pickersgill, 1984
- Afrixalus delicatus Pickersgill, 1984
- Afrixalus dorsalis (Peters, 1875) – klejarka lamowana[6]
- Afrixalus dorsimaculatus (Ahl, 1930)
- Afrixalus enseticola Largen, 1974
- Afrixalus equatorialis (Laurent, 1941)
- Afrixalus fornasini (Bianconi, 1849) – klejarka brązowo-biała[7]
- Afrixalus fulvovittatus (Cope, 1861)
- Afrixalus knysnae (Loveridge, 1954)
- Afrixalus lacteus Perret, 1976
- Afrixalus lacustris Greenbaum, Dehling, Kusamba & Portik, 2022
- Afrixalus laevis (Ahl, 1930)
- Afrixalus leucostictus Laurent, 1950
- Afrixalus lindholmi (Andersson, 1907)
- Afrixalus manengubensis Amiet, 2009
- Afrixalus morerei Dubois, 1986
- Afrixalus nigeriensis Schiøtz, 1963
- Afrixalus orophilus (Laurent, 1947)
- Afrixalus osorioi (Ferreira, 1906)
- Afrixalus paradorsalis Perret, 1960
- Afrixalus phantasma Dehling, Greenbaum, Kusamba & Portik, 2022
- Afrixalus quadrivittatus (Werner, 1908)
- Afrixalus schneideri (Boettger, 1889)
- Afrixalus septentrionalis Schiøtz, 1974
- Afrixalus spinifrons (Cope, 1862)
- Afrixalus stuhlmanni (Pfeffer, 1893)
- Afrixalus sylvaticus Schiøtz, 1974
- Afrixalus uluguruensis (Barbour & Loveridge, 1928)
- Afrixalus upembae (Laurent, 1941)
- Afrixalus vibekensis Schiøtz, 1967
- Afrixalus vittiger (Peters, 1876)
- Afrixalus weidholzi (Mertens, 1938)
- Afrixalus wittei (Laurent, 1941)

Takson będący konglomeratem gatunków, których nie można przypisać ani do A. fulvovittatus, ani do A. vittiger:
- Afrixalus „quadrivittatus” Pickersgill, 2007